# Lars Hall
Lars Göran Ivar Hall (Karlskrona, 30 de abril de 1927 - Täby, 26 de abril de 1991) foi um pentatleta sueco, bicampeão olímpico.

## Carreira
Lars Hall representou seu país nos Jogos Olímpicos de 1952, e 1956, na qual conquistou a medalha de ouro, no individual, em 1952 e 1956.